# Koung-Khi
Departament Koung-Khi – departament w Regionie Zachodnim w Kamerunie ze stolicą w Bandjoun. Na powierzchni 353 km² żyje około 121,8 tys. mieszkańców.